# Waggonfabrik Wismar Typ Mosel
Die  Triebwagen  der Bauart Mosel waren Eisenbahnfahrzeuge der Waggonfabrik Wismar. Ihren Namen erhielten sie, weil die ersten drei Fahrzeuge an die Moselbahn ausgeliefert wurden und die Waggonfabrik ihre Triebwagentypen traditionell nach dem Erstbesteller benannte.
Sie wurden für den Betrieb auf verschiedenen Kleinbahnen beschafft, um nach der Weltwirtschaftskrise den Betrieb zu rationalisieren. Sie waren zu ihrer Bauzeit ein viel beachtetes und auf zahlreichen Werbeplakaten dargestelltes Fahrzeug. Insgesamt drei Triebwagen wurden 1949 von der Deutschen Reichsbahn als VT 137 523, VT 137 524 und VT 137 527 übernommen. Der VT 137 527 erhielt noch die EDV-Bezeichnung 185 256-5. Ein Fahrzeug ist erhalten geblieben: Der VT 137 527 im Eisenbahnmuseum Gramzow.

## Geschichte
Der Typ Mosel ist eine von mehreren erfolgreichen Fahrzeugkonstruktionen der Waggonfabrik Wismar. Insgesamt elf Fahrzeuge des Typs wurden von 1936 bis 1940 für verschiedene Kleinbahnen in Deutschland hergestellt. Dazu waren noch vier Fahrzeuge bei dem Unternehmen bestellt. Diese wurden nicht fertiggestellt oder mit dem Bau wurde nicht begonnen.
Die Auftraggeber konnten zwischen mehreren Ausstattungsvarianten der Fahrzeuge auswählen. So gab es die Variante A mit einem großen und einem kleinen Vorraum (der größere besaß meistens eine Toilette) und eine Variante B mit zwei kleineren, gleich großen Vorräumen.  Ausgewählt wurde vorzugsweise die Variante A. Mit den Triebwagen wurden den Gesellschaften zweiachsige Beiwagen zum Kauf angeboten, die jedoch nicht bestellt wurden. Es wurde die kostengünstigere Variante des Umbaues vorhandener Personenwagen gewählt.

## Hergestellte Fahrzeuge
Bei den Fahrzeugbestellungen wurden Änderungen in der Anzahl der Sitzplätze, der Motorausrüstung, des Drehgestellachsstandes und der Länge über Puffer durch verschiedene Pufferbauarten durchgeführt, die in der nachfolgenden Tabelle angeführt sind.
| Fahrzeugübersicht der gelieferten Triebwagen der Bauart Mosel | Fahrzeugübersicht der gelieferten Triebwagen der Bauart Mosel | Fahrzeugübersicht der gelieferten Triebwagen der Bauart Mosel | Fahrzeugübersicht der gelieferten Triebwagen der Bauart Mosel | Fahrzeugübersicht der gelieferten Triebwagen der Bauart Mosel | Fahrzeugübersicht der gelieferten Triebwagen der Bauart Mosel | Fahrzeugübersicht der gelieferten Triebwagen der Bauart Mosel | Fahrzeugübersicht der gelieferten Triebwagen der Bauart Mosel |
| ------------------------------------------------------------- | ------------------------------------------------------------- | ------------------------------------------------------------- | ------------------------------------------------------------- | ------------------------------------------------------------- | ------------------------------------------------------------- | ------------------------------------------------------------- | ------------------------------------------------------------- |
| geliefertes Fahrzeug                                          | Fabriknummer                                                  | Lieferung                                                     | Motortyp bei Auslieferung                                     | Leistung Motor bei Auslieferung                               | Sitzplätze                                                    | Achsstand im Drehgestell                                      | DR-Bezeichnung, wenn vorhanden                                |
| Moselbahn T1                                                  | 20267                                                         | 28.08.1936                                                    | Humboldt-Deutz-Dieselmotor                                    | 2 × 125 PS                                                    | 84                                                            | 2.500 mm                                                      | –                                                             |
| Moselbahn T2                                                  | 20276                                                         | 01.05.1937                                                    | Humboldt-Deutz-Dieselmotor                                    | 2 × 125 PS                                                    | 84                                                            | 2.500 mm                                                      | –                                                             |
| Moselbahn T3                                                  | 20277                                                         | 06.05.1937                                                    | Humboldt-Deutz-Dieselmotor                                    | 2 × 110–130 PS                                                | 84                                                            | 2.500 mm                                                      | –                                                             |
| NHS T2                                                        | 21100                                                         | 11.03.1938                                                    | Humboldt-Deutz-Dieselmotor                                    | 2 × 110–130 PS                                                | 90                                                            | 2.800 mm                                                      | –                                                             |
| Celle–Soltau T24                                              | 21101                                                         | 29.03.1938                                                    | Humboldt-Deutz-Dieselmotor                                    | 2 × 125 PS                                                    | 84                                                            | 2.500 mm                                                      | –                                                             |
| Rinteln–Stadthagen T1041                                      | 21115                                                         | 23.02.1939                                                    | Humboldt-Deutz-Dieselmotor                                    | 125 PS                                                        | 84                                                            | 2.500 mm                                                      | –                                                             |
| Kreis Oldenburger Eisenbahn                                   | 21122                                                         | 07.04.1939                                                    | Humboldt-Deutz-Dieselmotor                                    | 2 × 110–130 PS                                                | 56                                                            | 2.500 mm                                                      | –                                                             |
| Prenzlauer Kreisbahnen T 04                                   | 21128                                                         | 03.06.1939                                                    | Humboldt-Deutz-Dieselmotor                                    | 2 × 110–130 PS                                                | 84                                                            | 2.500 mm                                                      | VT 137 527                                                    |
| Osthavelländische Kreisbahnen VT 5                            | 21129                                                         | 11.09.1939                                                    | Junkers-Dieselmotor                                           | 2 × 90 PS                                                     | 84                                                            | 2.500 mm                                                      | VT 137 523                                                    |
| Osthavelländische Kreisbahnen VT 6                            | 21130                                                         | 11.09.1939                                                    | Junkers-Dieselmotor                                           | 2 × 90 PS                                                     | 84                                                            | 2.500 mm                                                      | VT 137 524                                                    |
| Oderbruchbahn VT 105                                          | 21146                                                         | 13.12.1940                                                    | Humboldt-Deutz-Dieselmotor                                    | 2 × 110–130 PS                                                | 84                                                            | 2.500 mm                                                      |                                                               |

Außer diesen Fahrzeugen waren weitere vier Fahrzeuge bestellt: zwei Fahrzeuge für die Landesbahn-Direktion Pommern, ein Fahrzeug für die Celler Kleinbahnen und ein Fahrzeug für die Merzig-Büschfelder Eisenbahn. Diese Bestellungen wurden infolge des Zweiten Weltkriegs nicht mehr ausgeführt.

## Fahrzeugbeschreibung
Die Standardform des Triebwagens Typ Mosel war ein Normalspurfahrzeug mit dieselmechanischer Antriebsanlage in geschweißter Stahlbauart. Der Wagenkasten war durchwegs 15,5 Meter lang. Er besaß wahlweise 60 oder 70 Sitzplätze in zwei Großraumabteilen. Diese waren in der Anordnung 2+3 aufgestellt und zur damaligen Zeit sehr komfortabel ausgeführt. Die zusätzlichen Sitze des Fahrzeuges waren Klappsitze. Der Besteller konnte auswählen zwischen einem Fahrzeug mit oder ohne Toilette. Die Länge über Puffer variierte geringfügig durch die Verwendung unterschiedlicher Puffer. Gleich war bei allen bestellten Fahrzeugen der Drehzapfenabstand. Von den beiden Fahrgastabteilen waren die Einstiegsräume abgetrennt, die gleichzeitig die Arbeitsstände des Lokführers waren und auf einer Länge von 1,7 m verjüngt gestaltet waren. Kennzeichnend der Triebwagen Bauart Mosel waren die Einstiegstüren als Schiebetüren und die Vorderfront mit einem mittleren größerem und zwei seitlichen kleineren Fenstern. In der Folgezeit bauten die Bahngesellschaften teilweise die Fahrzeuge um, so dass es besonders bei der Frontpartie zu zahlreichen Veränderungen kam. So waren Fahrzeuge mit Stirnkühler oder einteiliger Frontscheibe keine Seltenheit.

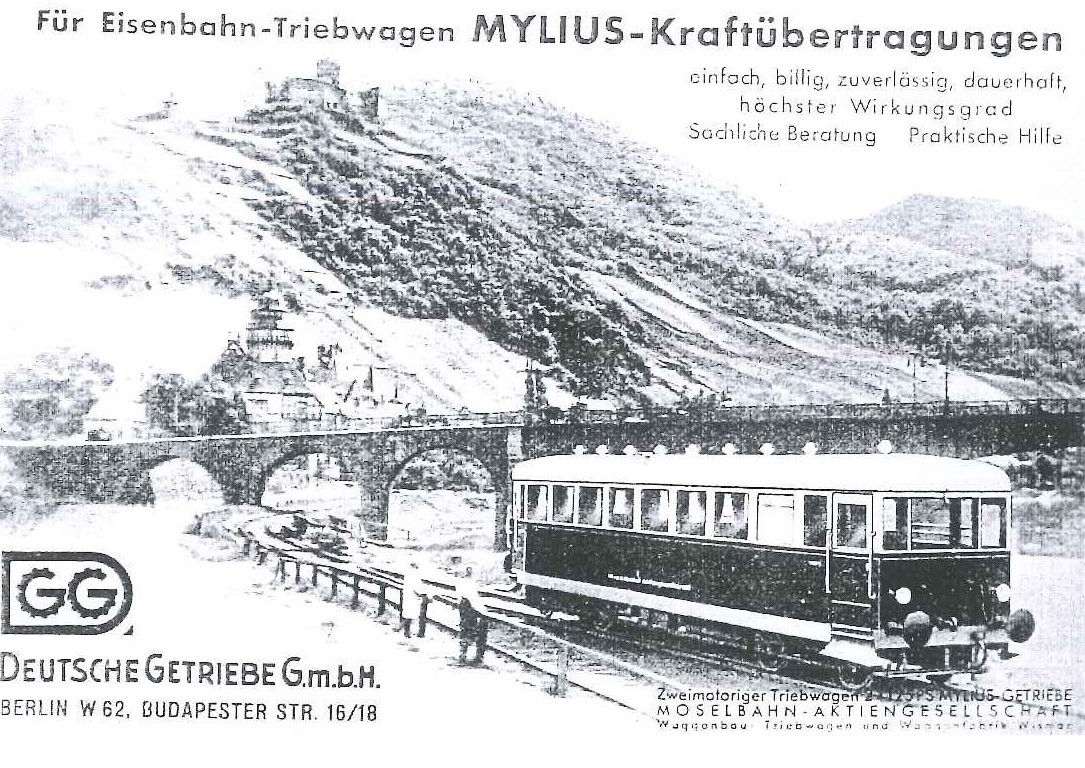
Werbung für das Mylius-Getriebe der Deutschen Getriebe GmbH.

Die Maschinenanlage bestand in der Mehrzahl aus zwei unterflur gelagerten Dieselmotoren der Bauart Humboldt-Deutz. Die Motorisierung reichte aus, um zwei Beiwagen mitzuführen. Nur bei den Fahrzeugen der Osthavelländischen Kreisbahnen wurden Junkers-Dieselmotoren verwendet. Die Kraftübertragung erfolgte durch ein Mylius-Getriebe. Vom Getriebeausgang wurde der innere Radsatz des benachbarten Drehgestells über Gelenkwellen angetrieben. Zugänglich waren die Maschinenanlagen über Klappen im Wagenfußboden. Seitlich im Wagenkasten waren Schlitze zur Belüftung der Maschinenanlage eingebracht. Das Fahrgastabteil wurde über Dachlüfter belüftet. Beheizt wurde der Wagen durch eine unterflur angeordnete Warmwasserheizung, die die Kühlkreislaufe der Dieselmotoren ausnützte.

## Einsatzstellen der Fahrzeuge

### Moselbahn
Die Moselbahn erhielt die ersten drei Fahrzeuge und war verantwortlich für die Namensgebung. Damit bewältigte die Gesellschaft ab 1937 den Großteil ihres Personenverkehrs. 1951 wurden bei der Bahn zwei Fahrzeuge zerstört, einer durch Brand, der zweite durch einen Unfall. Ersatz kam über einen Triebwagen der DUEWAG und einen Triebwagen Bauart Mosel, der bei der Bahnstrecke Rinteln–Stadthagen frei wurde.
Entbehrlich wurden die Fahrzeuge in den 1960er Jahren durch Streckenstilllegungen und vermehrten Zugang durch neuere Fahrzeuge vom Typ Esslingen. Ausgemustert wurden sie 1964 und 1967.

### Neheim-Hüsten–Sundern
Bei der Kleinbahn Neheim-Hüsten–Sundern wurde das Fahrzeug als zweiter Triebwagen nach einem zweiachsigen der Bauart Gotha beschafft. Dieser Triebwagen hatte den von den übrigen abweichenden Achsstand im Drehgestell von 2,8 m. Offensichtlich war das Fahrzeug bei der Gesellschaft sehr intensiv eingesetzt, da nach 1945 zum einen der erste Triebwagen verkauft worden war, zum anderen Ersatz durch Neubaufahrzeuge noch nicht zu erwarten war. So wird in der Literatur eine Bespannung mit zwei Beiwagen mit 40 km/h Geschwindigkeit angegeben. Der Triebwagen wurde mehrmals verliehen; an die Reichsbahndirektion Wuppertal und die Teutoburger Wald-Eisenbahn. Dort beendete der Triebwagen offiziell seine Laufbahn und wurde 1973 ausgemustert und verschrottet.

### Kleinbahn Celle-Soltau, Celle-Munster
Die ursprünglich selbstständige Kleinbahn Celle-Soltau, Celle-Munster brachte den Triebwagen mit in die OHE ein. Dort bekam er die Nummer DT 501. 1965 erhielt das Fahrzeug eine neue Antriebsanlage mit 150 PS Leistung. Das hatte gleichzeitig die Erhöhung der Dienstmasse auf 25 t zur Folge. Mit diesem Umbau erhielt der Triebwagen eine neue Vorderfront mit gummigefassten Stirnfenstern. 1973 wurde das Fahrzeug ausgemustert.

### Rinteln-Stadthagener Eisenbahn-Gesellschaft
Die Rinteln-Stadthagener Eisenbahn-Gesellschaft erwarb ein Fahrzeug für den Betrieb auf der Bahnstrecke Rinteln – Stadthagen, wo es bis 1952 eingesetzt war. Dann wurde es durch die Beschaffung von Neubaufahrzeugen mehr und mehr überflüssig. Nach einigen Vermietungen wurde es als Ersatz an die Moselbahn abgegeben, wo es bis zur Betriebseinstellung blieb.

### Kreis Oldenburger Eisenbahn
Das Fahrzeug der Kreis Oldenburger Eisenbahn hatte eine von allen anderen Triebwagen abweichende Grundrissform. Es besaß lediglich 56 Sitzplätze und hatte zusätzlich einen Gepäckraum mit zwei seitlichen Schiebetüren. Es wurde auf der Insel Fehmarn eingesetzt. 1941 wurde die Einsatzstrecke verstaatlicht. Der Triebwagen hat, da er Einzelfahrzeug war, keiner Reichsbahn-Nummer erhalten. 1948 kam er als T 2 zur Birkenfelder Eisenbahn, wo er nicht eingesetzt wurde, 1949 wurde er an die Niederweserbahn verkauft, wo er als VT 161 Verwendung fand. 1965 kam zur Osthannoverschen Eisenbahn und bekam die Betriebsnummer DT 0503 in zweiter Besetzung. Dort war der Triebwagen vornehmlich im Raum Soltau im Einsatz, bis er später auf anderen OHE-Strecken eingesetzt wurde. Ende der 1960er Jahre wurde er umgebaut, dabei wurde das Gepäckabteil samt Türe entfernt, das Fahrzeug erhielt statt rot-beiger eine einheitlich rote Lackierung. 1978 wurde es verschrottet.

### Prenzlauer Kreisbahnen
Ein Triebwagen gelangte als erster größerer Triebwagen zu den Prenzlauer Kreisbahnen, wo vorher einige kleine Triebwagen der WUMAG und ein Wismarer Schienenbus eingesetzt waren. Bezeichnet wurde der Triebwagen zuerst als T 04, gegen Ende des Zweiten Weltkrieges wurde die Bezeichnung in T 02 geändert. Dieser ist von der Deutschen Reichsbahn nicht übernommen worden. Sein weiterer Verbleib ist ungeklärt.

### Oderbruchbahn
Ein Triebwagen wurde bei der Oderbruchbahn eingestellt, die vorher mit den Talbot-Normalspurtriebwagen lediglich kleinere Fahrzeuge einsetzte. Bei der Verstaatlichung 1949 wurde der Wagen von der Deutschen Reichsbahn als VT 137 527 übernommen.
Das Fahrzeug wurde nach 1945 von der Sowjetischen Militäradministration in Deutschland als Kurierfahrzeug in Schwerin und Luckau eingesetzt. Seit 1961 war es Dienstfahrzeug des Präsidenten der Reichsbahndirektion Schwerin, bis ein Defekt an den Motoren seine Abstellung erzwang. Ab 1972 wurde das Fahrzeug als Ferienunterkunft im Bahnhof Graal-Müritz verwendet und ist heute Exponat im Eisenbahnmuseum Gramzow.

### Osthavelländische Kreisbahnen VT 5 und VT 6, Wismar Werknummer 21129 und 21130
Die Triebwagen der Osthavelländische Kreisbahnen, abgekürzt OHKB, waren die einzigen der Bauart Mosel, die ab Werk mit Junkers-Motoren ausgerüstet waren. Diese 90 PS-Motoren haben sich wohl nicht bewährt, denn zur Umzeichnung 1949 wurden 2 × 96 kW (130 PS) als Leistung mit üblichen Deutz-Motoren angegeben. Beide Fahrzeuge wurden als VT 137 523 und VT 137 524 übernommen und 1967 (VT 137 524) und 1970 (VT 137 523) ausgemustert.